# Нікіточкіна Марія Ігорівна
Нікіточкіна Марія Ігорівна (нар. 14 червня 1979, Київ) — білоруська фігуристка та українська громадська діячка. Учасниця юніорських та світових чемпіонатів з фігурного катання.
Випускниця Національного державного університету фізичної культури, спорту і здоров'я ім. П. Ф. Лесгафта у Санкт-Петербурзі (за фахом — тренер-викладач з фігурного катання на ковзанах).
Неодноразова чемпіонка Білорусі з фігурного катання на ковзанах. Майстер спорту міжнародного класу з фігурного катання на ковзанах.
У 1993—1994 рр. працювала спортсменом-інструктором штатної збірної команди України з фігурного катання на ковзанах управління по фізичній культурі і спорту КМДА. З 1994 по 1998 рр. — спортсмен-інструктор штатної збірної команди Білорусі з фігурного катання на ковзанах Міністерства спорту і туризму Республіки Білорусь.
З 1998 по 2006 рр. — радник директора ДП «Євроімпекс». З 2002 по 2008 рр. — заступник директора тов."ГТС лтд".
З 2001 року очолює «Всеукраїнський Фонд захисту тварин», який був одним з ініціаторів серед громадських організацій ратифікації Європейської конвенції по захисту прав домашніх тварин 1987 року в Україні.
У 2014 році була довіреною особою кандидата в мери Києва (депутата ВРУ) Ігоря Насалика. Член Політичної партії «Українське об'єднання патріотів — УКРОП».